# 1054
1054 (MLIV) je bilo navadno leto, ki se je po julijanskem koledarju začelo na soboto.

## Dogodki
- 4. julij - Kitajci in Indijci opazujejo supernovo pri zvezdi ζ Bika (Tauri). Triindvajset dni je svetila dovolj močno, da so jo videli tudi podnevi. Njeni ostanki tvorijo Rakovico (M 1), v njenem središču pa je nastal pulzar.

### Veliki razkol 1054
- marec - Papeža Leon IX. južnoitalijanski Normani po zagotovitvi njihovih pravic izpustijo iz ujetništva, ki je sledilo porazu v bitki pri Civitatu leto dni poprej.
- 19. april - Umre papež Leon IX.. Še pred smrtjo je odposlal legata Humberta de Silva Candida, da izobči konstantinopelskega patriarha in bizantinskega cesarja. (Novi papež 1055 ↔)
- 16. julij - Med Rimom in Bizancem se zareže Velika shizma, ki označuje delitev krščanstva na zahodni rimskokatoliški in vzhodni pravoslavni del. Glavna protagonista dokončnega razkola, ki se je v naslednjih stoletjih še poglobil in ga niso uspeli premostiti z raznimi koncili, sta papeški legat Humbert in konstantinopelski patriarh Mihael Kerularij. ↓
- 24. julij → Vice versa, konstantinopelski patriarh Mihael Kerularij izobči papeške odposlance.
  - S smrtjo Leona IX. je s pravnega vidika papeški legat kardinal Humbert izgubil vsa pooblastila, vendar je shizma kljub temu postala zgodovinskopolitično in cerkvenopravno dejstvo. Humbert je namreč sam sestavil bulo, s katero je izobčil Mihaela Kerularija.

### Ostalo
- 17. julij - Kronanje Henrika IV., sina rimsko-nemškega cesarja Henrika III., za nemškega kralja.
- 27. julij - Northumbrijski grof Siward priskoči na pomoč škotskim upornikom, ki so oporekali oblasti uzurpatorskega  kralja Macbetha. Skupaj ga premagajo v bitki pri hribu Dunsinane.
- 1. september - Bitka pri Atapuerci med kraljema in bratoma navarskim kraljem Garcijo Sančezem III. in kastiljskim kraljem Ferdinandom I.. V bitki zmagajo Kastiljci.
- 20. oktober - Po smrti kijevskega velikega kneza Jaroslava Modrega bratje Izjaslav, Vsevolod, Svjatoslav, vsi sinovi umrlega kneza, osnujejo triumvirat. Prvi nosilec oblasti kijevskega kneza je Izjaslav I..
- Bitka pri Mortemeru: normandijski vojvoda Viljem II. premaga vojsko francoskega kralja Henrika I., ki je ropala in ustrahovala Normandijo. Viljem je tako končno imel odprto pot za utrditev oblasti in discipliniranje vseh njemu sovražnih baronov v vojvodini Normandiji.
- V Vietnamu prevzame oblast tretji kralj Ly Thanh Tong iz dinastije Ly. Velja za enega najpomembnejših vladarjev iz vietnamske zgodovine.

## Rojstva
- 9. april - Judita Švabska, ogrska kraljica in poljska vojvodinja  († 1105 ?)
- 2. september - Sukdžong, 15. korejski kralj dinastije Gorjo († 1105)

Neznan datum
- Al-Hariri iz Basre, arabski pesnik, slovničar († 1122)
- Bernold iz Konstance, nemški kronist († 1100)
- Bohemod I., tarantski in antioški knez, križar († 1111)
- Jimena Diaz, soproga El Cida († 1115)
- Jurij II., gruzijski kralj († 1112)
- Robert Curthose, normandijski vojvoda († 1134)

## Smrti
- 20. februar - Jaroslav Modri, kijevski knez (* 978)
- 19. april - papež Leon IX. (* 1002)
- 15. september - Garcija Sančez III., kralj Navarre (* 1016)
- 24. september - Hermann von Reichenau, nemški učenjak, skladatelj, glasbeni teoretik, pesnik (* 1013)

Neznan datum
- Atiša, indijski budistični misijonar (* 980)
- Radžadhiradža Čola, tamilski kralj čolskega imperija (* 1018)